# 卡西莫多的禮物
《卡西莫多的礼物》是中国歌手华晨宇出道后的首张专辑，此专辑的制作人是郑楠。 此专辑有中国内地及海外两个版本，二者皆于2014年9月19日发布。

## 创作背景
华晨宇原为这张专辑取名为《40码》，40码正好是他的鞋号，他曾在网易音乐采访中说过：“认为每一个人其实他不需要拥有太广的天地，因为你只有两只40码的脚，只需要站在这么一个位置就够了。其实你不需要拥有特别强烈的要达到什么目的，或者怎么怎么样，只要顺其自然活着是很好的，怎样都可以很开心。因为你只要站在这里，你就是存在的，你就是有价值的。”
“卡西莫多”是法国文学家维克多·雨果所著的小说《巴黎圣母院》中的经典人物——“钟楼怪人”，华晨宇在采访中说过他十分喜爱这个人物，他说：“让大家学会接受那些所谓表面不好的东西，在大家眼里，所谓的不好看的东西，可能也会有它的美的点在里面。任何的事物都是有两面性嘛，所以学会看到它好的一面，我就是想把它的这一面告诉大家。”。他希望能够通过这张专辑让人们知道凡事都有好与坏，人们必须学会去接受他们所谓“不好”的东西，也必须学会从中观察了解其的“好”。
在专辑的十首歌曲中，有三首是他为了这个专辑原创的，其中包括《Why Nobody Fights》,《Let You Go》和《卡西莫多的礼物》。除了为这张专辑作曲，他也参与了这张专辑的全程制作，也在近2万个demo当中选取了7个收录进他的专辑里。

## 曲目列表[2]
| 序号 | 发行时间       | 歌名                  | 时长   | 作词             | 作曲         | 编曲              |
| ---- | -------------- | --------------------- | ------ | ---------------- | ------------ | ----------------- |
| 1    | 2014年8月15日  | 《Why Nobody Fights》 | 4'03'' | 华晨宇           | 华晨宇       | 郑楠              |
| 2    | 2014年10月9日  | 《微光》              | 4'26'' | 周洁颖           | 钱雷         | 郑楠              |
| 3    | 2014年8月29日  | 《Let You Go》        | 4'16'' | 夏鸢             | 华晨宇       | 郑楠              |
| 4    | 2014年8月26日  | 《烟火里的尘埃》      | 5'21'' | 林夕             | 西楼         | 郑楠,西楼         |
| 5    | 2014年9月3日   | 《拆弹专家》          | 2'47'' | 赵智昇           | Dúné         | 郑楠,Dúné         |
| 6    | 2014年10月10日 | 《环游》              | 4'00'' | 长友美知惠，刘源 | Dúné         | 郑楠,Dúné         |
| 7    | 2014年9月23日  | 《我们都是孤独的》    | 4'03'' | 代岳东           | The Blue Van | 郑楠,The Blue Van |
| 8    | 2014年9月17日  | 《不朽》              | 3'23'' | 郭德紫毅         | Dúné         | 郑楠,Dúné         |
| 9    | 2014年9月12日  | 《卡西莫多的礼物》    | 3'34'' | 孛子             | 华晨宇       | 郑楠              |
| 10   | 2014年10月10日 | 《枕边故事》          | 4'23'' | 代岳东           | Ronald Tsui  | 牛子健            |

## MV作品
华晨宇一共为这张专辑拍摄了3支MV，同时他也拍摄了专辑同名音乐录影带《卡西莫多的礼物》。
| 序号 | 时间           | 歌曲                  | 导演   | 链接                                                              |
| ---- | -------------- | --------------------- | ------ | ----------------------------------------------------------------- |
| 1    | 2014年12月1日  | 《Why Nobody Fights》 | Shxpir | 华晨宇【Why Nobody Fights】Official 官方MV （页面存档备份，存于） |
| 2    | 2014年11月25日 | 《烟火里的尘埃》      | 彭宥纶 | 华晨宇【烟火里的尘埃】Official 官方MV （页面存档备份，存于）      |
| 3    | 2014年11月21日 | 《卡西莫多的礼物》    | 彭宥纶 | 华晨宇【卡西莫多的礼物】Official 官方MV （页面存档备份，存于）    |
| 4    | 2014年11月7日  | 《卡西莫多的礼物》    | 彭宥纶 | 《卡西莫多的礼物》花花MV微电影版 （页面存档备份，存于）           |

## 获奖记录
| 序号 | 时间           | 主办单位                       | 奖项                                | 获奖情况 |
| ---- | -------------- | ------------------------------ | ----------------------------------- | -------- |
| 1    | 2014年12月1日  | 第15届华语音乐传媒大奖         | 评委团推荐奖                        | 提名     |
| 2    | 2014年12月10日 | 2014土豆网“青春的选择”年度盛典 | 年度最受欢迎专辑                    | 获奖     |
| 3    | 2015年1月18日  | 第四届北京国际微电影节         | 评委会大奖                          | 提名     |
| 4    | 2015年3月30日  | 第22届东方风云榜               | 年度最佳专辑                        | 获奖     |
| 5    | 2015年4月13日  | 第十五届音乐风云榜年度盛典     | 2014年度最受欢迎专辑 & 最佳专辑制作 | 获奖     |